# SL X10
SL X10은 1980년대 초반부터 생산된 스톡홀름 통근 열차 및 지역 열차에 사용되는 열차이다. 1967년 생산된 X1의 개량형이다. 스톡홀름 통근 열차 외에도 스웨덴 중부와 남부에서 다양하게 사용되었다. 파생형으로 중거리 및 장거리용으로 좌석이 배치되어 있는 X11, X12, X14가 있다.

## 개발
X10은 스웨덴 남부, 예테보리, 스톡홀름에 전동차가 더 필요하여 개발되었다. 1978년부터 1981년까지 스웨덴 철도청은 다음 지역의 통근 및 광역 철도 운영을 수주하였다.
- 1978년 9월: 스코네 남서부 (말뫼-룬드-에슬뢰브, 말뫼-룬드-셰블링에)
- 1979년 12월: 스코네 북서부 (란드스크로나, 헬싱보리), 예테보리
- 1981년: 스톡홀름

협상이 진행되기 전에도 스웨덴 감사원은 SJ와 ASEA의 행동이 세금 낭비라고 비판하였다. 1979년 12월 X10 14편성 제작을 시작하였고, 이 중 5편성이 SL용으로 할당되었다. 1982년 2월-1983년 5월에 초기 물량이 반입되었다. 이후 우플란드, 베스트만란드 지역 교통, X-트라피크에 반입되었다.

## 기술 사양
1982년부터 1993년까지 101편성 제작되었으며, 차량 번호는 3105-3189, 3198-3213번까지 할당되었다. 영업 최고 속도는 시속 140km이다. 편성 중량은 100t, 출력은 1280kW이다. 스톡홀름 지역에서 운행하는 X1과 병결이 가능하다. 스웨덴 남부에서 운행하였던 X10은 좌석 구성을 변경하여 파생형 X11로 개조되었다. 개조되지 않은 X10은 총 52편성이 있으며, 차량 번호는 3114-3133, 3148-3166, 3176-3181, 3198-3203이다.
X10 1편성은 동력 제어차 X10-A, 무동력 제어차 X10-B로 이루어진다. X10-A에는 직류 전동기 4개가 설치되어 있고, 전장품은 A와 B에 나뉘어 있다. 1량당 출입문이 양쪽에 3개씩 장착되어 있다. SL에서 사용하는 차량은 2+3 좌석이 설치되어 있다. 편성 길이는 49.868m이며, 스톡홀름 지역에서는 4병결 및 2병결 운행한다.
X1과 비교하였을 때 대표적인 개선점은 기기 배치이다. X1 영업 운행 중 얻은 자료를 기반으로 전장품과 공조 장치의 위치를 변경하여 결빙에 더 안전해졌다. X1의 디스크 제동 외에도 발전 제동이 추가되었다. 제동 과정에서 생성된 전기는 지붕에 있는 저항기에서 소모된다. 영업 운행 이후에도 동계 운행에 대한 대비가 추가로 이루어졌다.
SL에 납품된 X10의 초기 내부 도색은 당시 지하철 차량과 비슷한 오렌지/갈색 계열이었고, 외부 도색은 X1과 같은 밝은 파란색이다. 1998년-2002년 현재의 도색으로 새로 칠했다.

## 파생형

### X11

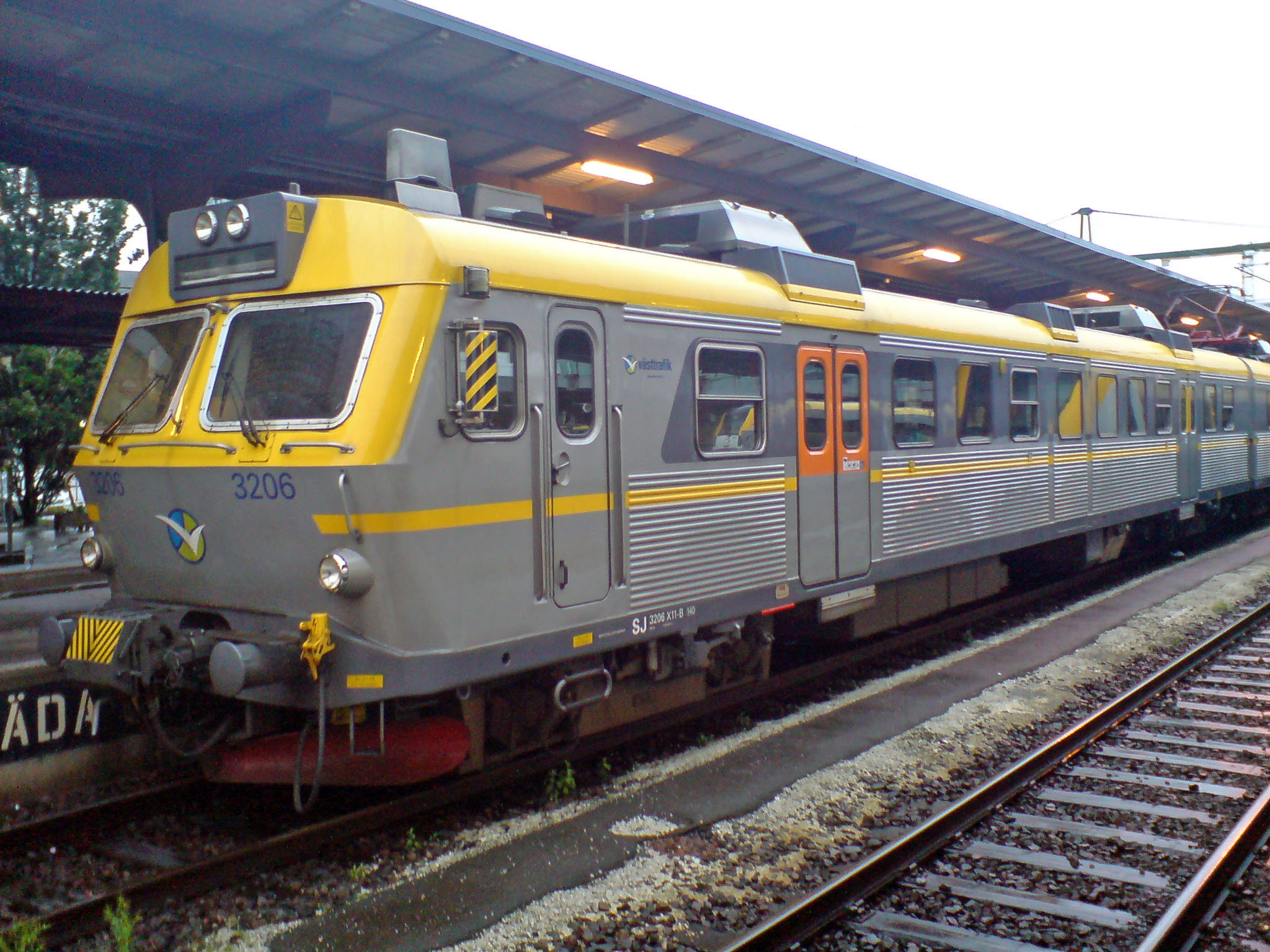
예테보리에 있는 X11

1980년대 초반 X10의 지역 열차용 파생형 X11이 개발되었고, 개발 과정에서 같은 형태의 객차도 계획되었다. X10의 문 3개 중 가운데에 있는 문을 빼고 그 자리에 좌석을 더 설치하였다. 이 외에도 화장실과 화물칸이 추가되었다. 초기 형식 명칭은 X10R이었다가 확실한 구분을 위하여 X11로 개칭되었다. 베스트만란드 지역에서 처음 사용되었다가 말뫼후스와 예테보리 지역에서 도입되었다. 스코네와 베스트라예타란드 지역에서 차량이 더 필요했을 때 예블레보리 지역에서 11편성, 베스트만란드 지역에서 5편성이 이전하였다. 베스트만란드 지역에 남아 있던 X11 6편성은 X10으로 개조되어 스톡홀름 지역에서 사용되었다. 웁살라에 있던 X10 3편성도 X11로 개조되어 스코네 지역으로 이동하였다.
X10에서 총 49편성이 개조되었고, 이외 제원은 X10과 동일하다. 마지막까지 X11이 사용되는 지역은 스코네와 예테보리이며, X60의 4량 파생형 X61로 대차될 예정이다.

### X12

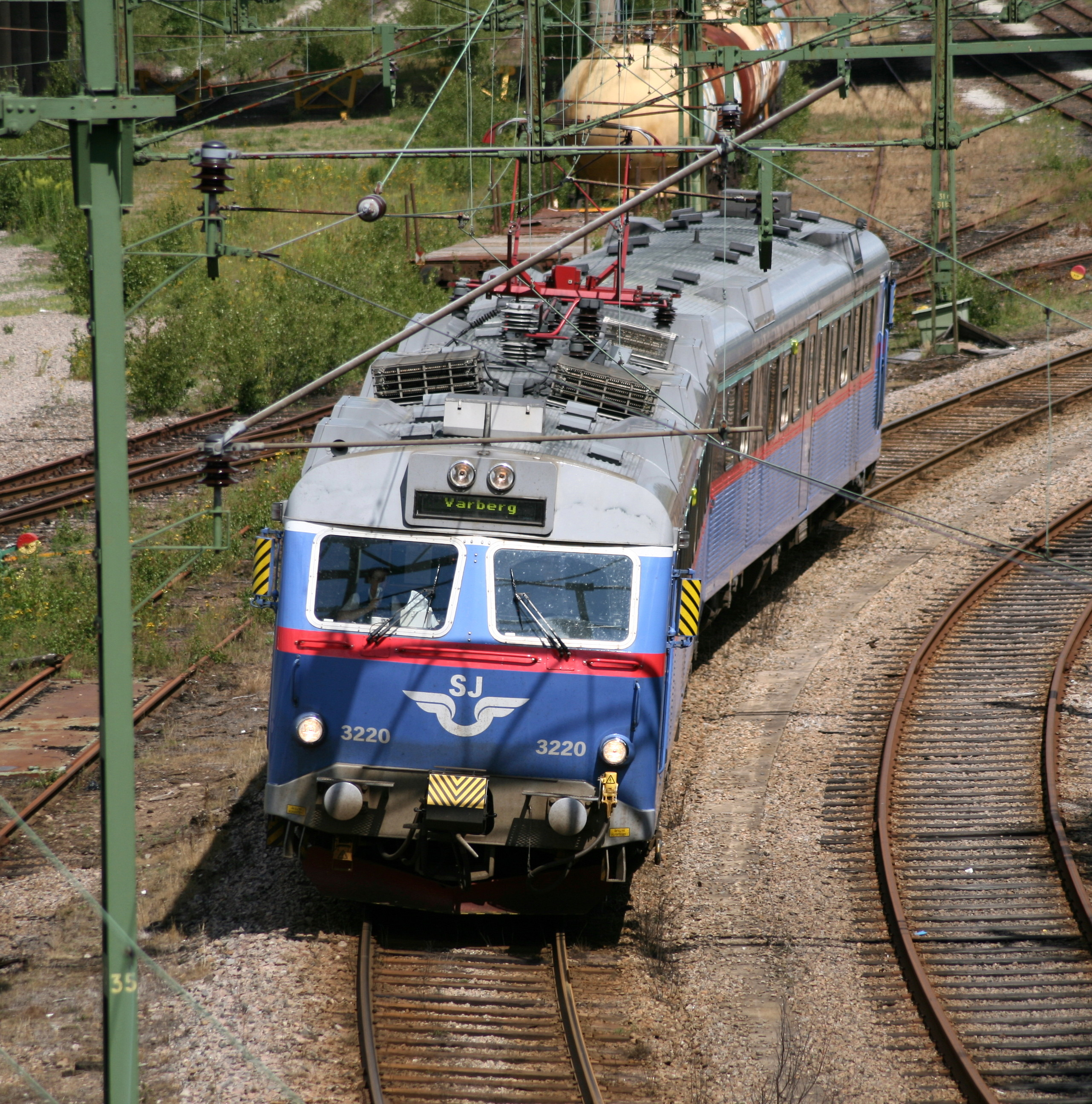
X12

1991년-1994년까지 생산된 파생형이다. X10, X11, X14와는 다르게 2+2로 좌석이 배치되어 있다. X12와 X14는 최고 시속 160km까지 낼 수 있다. 총 18편성이 생산되었고, 이 중 2편성은 X14로 개조되었다. SJ 소유 X12는 웁살라-베스테로스-에스킬스투나-노르셰핑(UVEN) 구간을 운행하며, 2009년 12월부터 아르보가나 에스킬스투나와 같은 곳에 단거리 통근 열차로도 사용된다. 외스트예타트라피크와 베스트트라피크에서도 같은 차량을 사용하며, 과거에는 베스트만란드와 웁살라 지역에서도 사용되었다. 차이가 거의 없지만 1등석과 2등석이 나뉘어 있다. X11과 같이 중간 문이 없다.

### X14

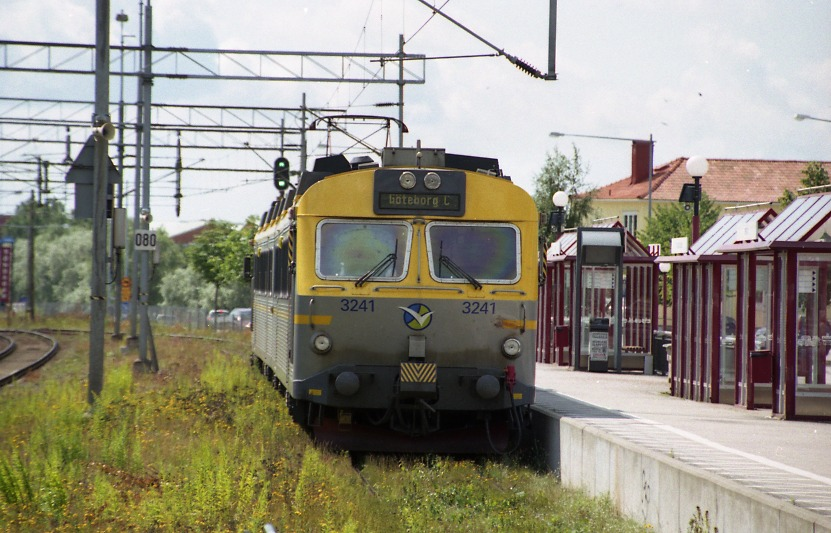
X14

1994-1995년까지 최후에 생산된 파생형이다. 현재 SJ에서는 셰브데-옌셰핑-네셰 간을 운행하며, 외스트예타트라피켄과 베스트트라피크에서도 같은 차량을 사용한다. X10이나 X11처럼 2+3으로 좌석이 배치되어 있다. 총 18편성이 생산되었고, 2000년과 2009년 각각 X12 1편성이 X14로 개조되었다.

### 기타
스톡홀름에 수요가 없었을 때 노르웨이의 플롬 선에 임시 관광 열차로 대여된 적이 있었다. 중간차가 삽입된 형태의 3량 편성 RST가 계획되었으나, 실제 차량으로 탄생하지는 않았다.

## 사고
2010년 5월 4일 X10 3160호에서 화재가 발생하였다. 화재 원인은 전기 장치 이상이었고, 지붕에 있었던 각종 전기 장치와 견인 전동기, 내장재를 전소시켰다. 엘브셰에 있는 유로메인트 기지 내에서 발생한 화재였기 때문에 인명 피해는 없었다.
2021년 3월 8일 (현지시간) 오전7시 30분 스웨덴 예테보리에서 건널목에 정차되었던 굴절버스 와 X14 열차가 충돌하는 사고가
발생했다. 이사고로 X14 열차 50명 승객중 3명이 경미한 부상을 입었으며
건널목에 정차되었던 버스또한  버스기사 1명만 있었으며 버스기사 역시  충돌직전에 빠져나와 사고를 피할 수 있었다.